# Stempellinella saltuum
Stempellinella saltuum är en tvåvingeart som först beskrevs av Maurice Emile Marie Goetghebuer 1921.  Stempellinella saltuum ingår i släktet Stempellinella och familjen fjädermyggor. Arten är reproducerande i Sverige. Inga underarter finns listade i Catalogue of Life.